# Joseph Spruyt
Joseph Spruyt (Zandhoven, 25 febbraio 1943) è un ex ciclista su strada belga, vincitore di tre tappe al Tour de France.

## Carriera
Al primo anno di carriera si fece notare vincendo la Druivenkoers. Ha anche indossato la maglia gialla come leader della classifica generale per un giorno al Tour de France 1967. Altri momenti salienti della sua carriera includono la vittoria nella Freccia del Brabante (davanti a Eddy Merckx, suo capitano, e della Scheldeprijs. 

## Palmarès
- 1965

Druivenkoers
- 1966

Scheldeprijs
- 1968

Kessel Lier
- 1969

22a tappa Tour de France
- 1970

5a tappa, 2a semitappa Tour de France
- 1971

Freccia del Brabante
- 1974

12a tappa Tour de France